# V (álbum de Alcatrazz)
V es el quinto álbum de estudio de la banda de heavy metal Alcatrazz. Representa el primer disco con Doogie White como cantante quien reemplaza al miembro fundador e histórico cantante de Alcatrazz Graham Bonnet. La alineación se completa con Joe Stump en guitarras, Mark Benquechea en batería y los miembros originales  Jimmy Waldo en teclados y Gary Shea en bajo. 

## Detalles
Luego del lanzamiento del álbum Born Innocent en julio de 2020, comenzó a haber diferencias entre Graham Bonnet y el manager y productor Giles Lavery, lo que derivó en la separación de ambos como equipo de trabajo. Según Bonnet, Lavery renunció al proyecto por lo cual propuso a sus excompañeros encontrar un equipo nuevo para una eventual gira de presentación del disco Born Innocent. Sin embargo el resto de los músicos, unánimemente no estaban interesados en continuar sin Lavery, lo cual produjo el distanciamiento de los músicos de las acciones del cantante. Finalmente sería Bonnet quien abandonaría la banda, y Giles Lavery continuaría manejando el grupo. Por su parte Bonnet decidió no pelear los derechos del nombre y armó su propia versión de Alcatrazz.  Tras la salida de Bonnet, Alcatrazz nuevamente con Lavery incorporarían al excantante de Rainbow,Doogie White para presentar el nuevo disco. En el contexto de la pandemia de COVID-19 y ante la escasa participación en vivo, la banda produjo nuevas canciones y eventualmente el disco V. Como adelanto lanzaron "Turn of the Wheel", "Sword Of Deliverance " y "Guardian Angel" como sencillos en las redes sociales.

## Canciones
1. Guardian Angel
2. Nightwatch
3. Sword Of Deliverance
4. Turn Of The Wheel
5. Blackheart
6. Grace Of God
7. Return To Nevermore
8. Target
9. Maybe Tomorrow
10. House Of Lies
11. Alice’s Eyes
12. Dark Day For My Soul

## Personal

#### Banda
- Doogie White - Voz
- Joe Stump - Guitarras
- Gary Shea - Bajo
- Jimmy Waldo - Teclados / Productor
- Mark Benquechea - Batería

#### Otros
- Giles Lavery - Productor
- Andy Haller - Mezcla
- Nigel Glockler - batería en "Guardian Angel" y "Blackheart"
- Cliff Evans - Bajo en "Grace of God"
- Donnie Van Stavern - Bajo en "Guardian Angel", "Nightwatch" y "Target"